# Сахненко Володимир Демидович
Володи́мир Деми́дович Сахне́нко (нар. 10 січня 1930, с. Сульське Сумської області, УРСР — 31 липня 2008, Тула) — художник і кераміст, член Спілки художників СРСР з 1967 року. Батько художника Івана Сахненка.
Закінчив у 1951 р. Ворошиловоградське художнє училище. У 1951—1953 рр. навчався в московському Академічному інституті їм. Сурикова, де познайомився з Іллею Кабаковим і своєю майбутньою дружиною, скульптором Зоєю Рябченко. З 1957 р. — учасник виставок. Жив і працював в Тулі.

## Кераміка
Створював монументальні роботи, екстер'єрну кераміку і просто керамічне домашнє начиння. Утилітарність і декоративність не заважали мистецтву, радше допомагали заховати крамольні для радянського часу експерименти з малюнком і формою, які пізніше продовжилися в живописі.
Його роботами прикрашені палаци культури, Тульський драматичний театр, готельний комплекс «Інтурист» в Ялті, урядова дача в Форосі. Кераміка Володимира Сахненка є в Державному музеї історії культури Узбекистану в Самарканді, в Хаммеровському торговому центрі в Москві.
Майже до кінця життя працював щодня у своїй майстерні на щекинському заводі «Кислотоупор», створюючи глечики, вази, амфори, квіткові горщики, багатоскладові керамічні конструкції, керамічні скульптури істот тощо.
Використовував шамот, часто разом з глазур'ю. Наприкінці 1970-x знайшов термостійкий склад блакитно-зеленої глазурі, що витримує випал при температурах, які спалюють звичайні лазур або кобальт. Такій глазурі не страшні будь-які екстремальні погодні умови, включаючи мороз. Майже сорок років глазурована кераміка Сахненка стоїть просто неба в Самарканді і Криму.

## Живопис
У 70-ті роки художник написав 13 великих чорно-білих абстрактних полотен (зараз у зібранні «Ерарти»). На початку 1980-х років В. Д. Сахненко перейшов до створення яскравих за колоритом живописних творів: портретів, натюрмортів і картин за біблійними мотивами. Його творча манера (як у живописі, так і в кераміці) характеризується легкістю переходу від фігуративності до абстракції й орнаментальності.

## Великі зібрання робіт
- Музей сучасного мистецтва «Ерарта», Санкт-Петербург
- Галереї «Арт-сезон» і «Арт-караван», Москва
- Державний музей історії культури Узбекистану (колишній Музей імені Акмаля Икрамова), Самарканд
- Тульський музей образотворчих мистецтв

## Окремі виставки
- 1999 — галерея «На старій Басманній», Москва, спільно з сином Іваном Сахненком
- 2005 — «Осінній марафон», ЦДХ, Москва, спільно з Іваном Сахненком, Аветиком та ін.
- 2006 — «Одкровення кольору», ЦДХ, Москва, персональна виставка, галерея «Арт-Караван»
- 2007 — «Абстрактне мистецтво. XXI століття, початок», ЦДХ, Москва

## Галерея

### Кераміка

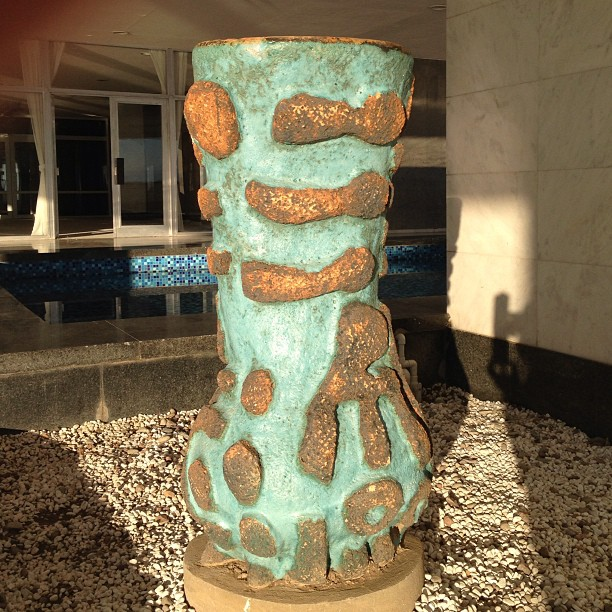
Велика ваза на даху готелю Ялта-Інтурист
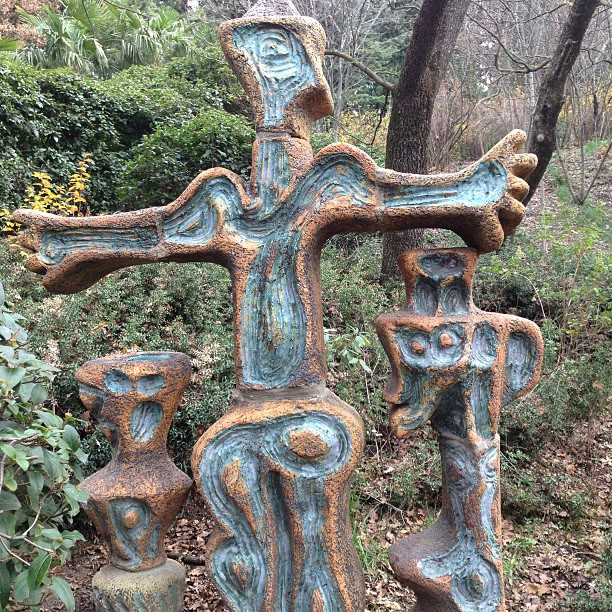
Фіруги в парку готелю Ялта-Інтурист
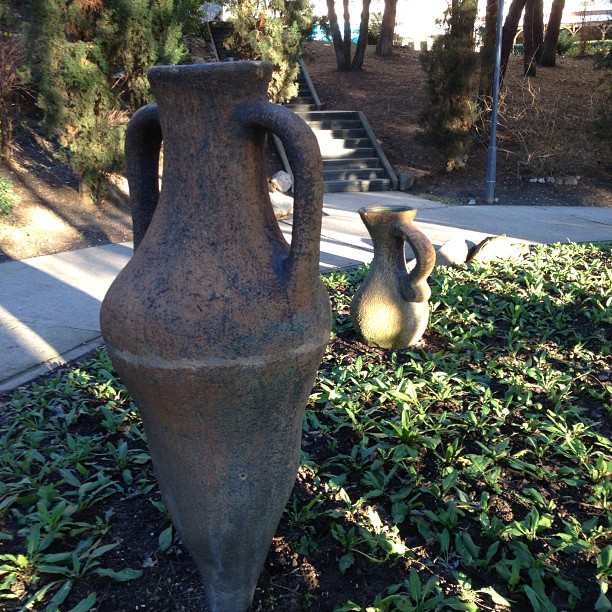
Амфори в парку готелю Ялта-Інтурист
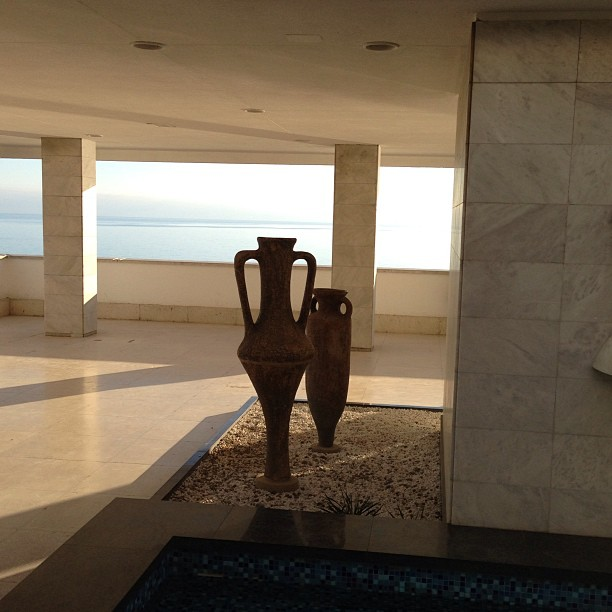
Дві амфори на даху готелю Ялта-Інтурист
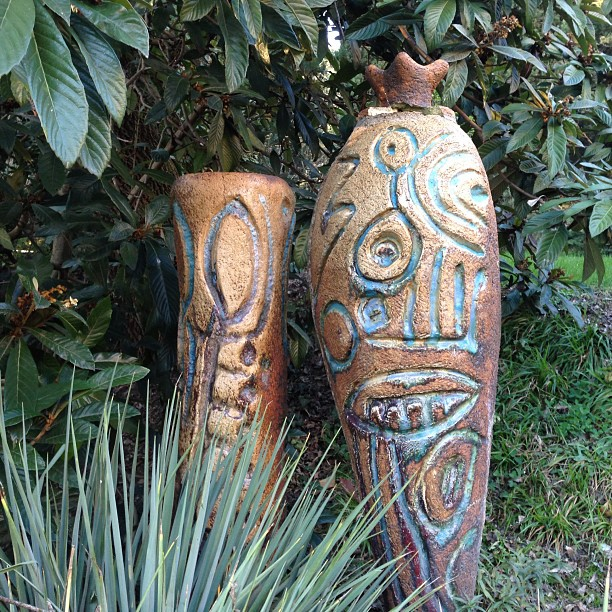
Дві керамічні фігури в парку готелю Ялта-Інтурист
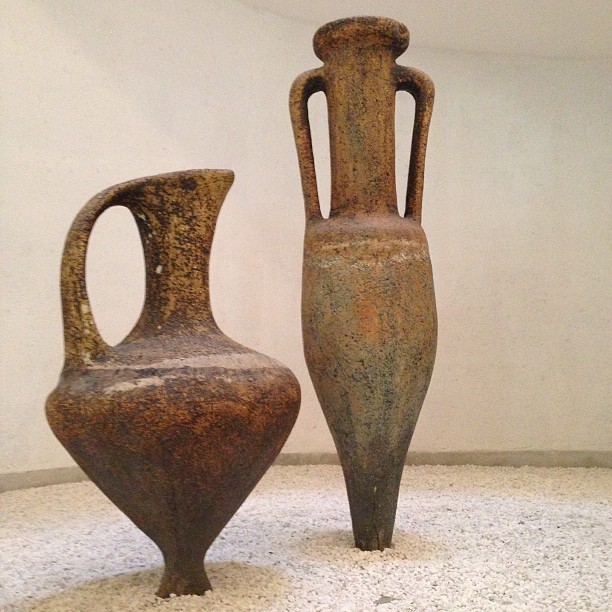
Дві амфори в холі басейну готелю Ялта-Інтурист
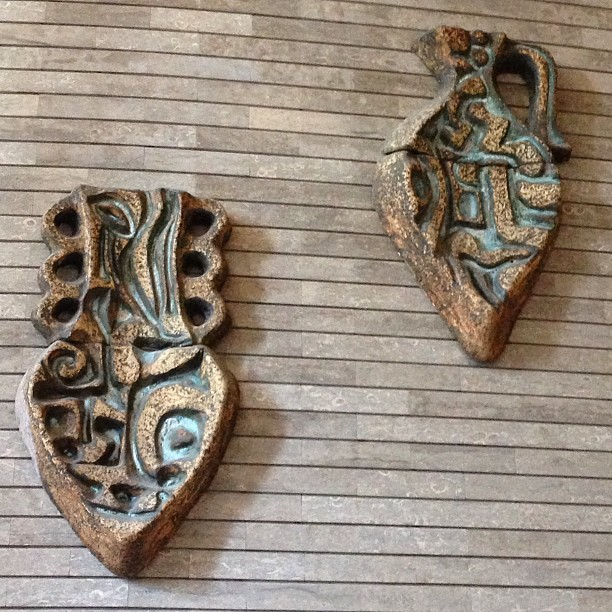
Дві декоративні амфори при вході в басейн готелю Ялта-Інтурист
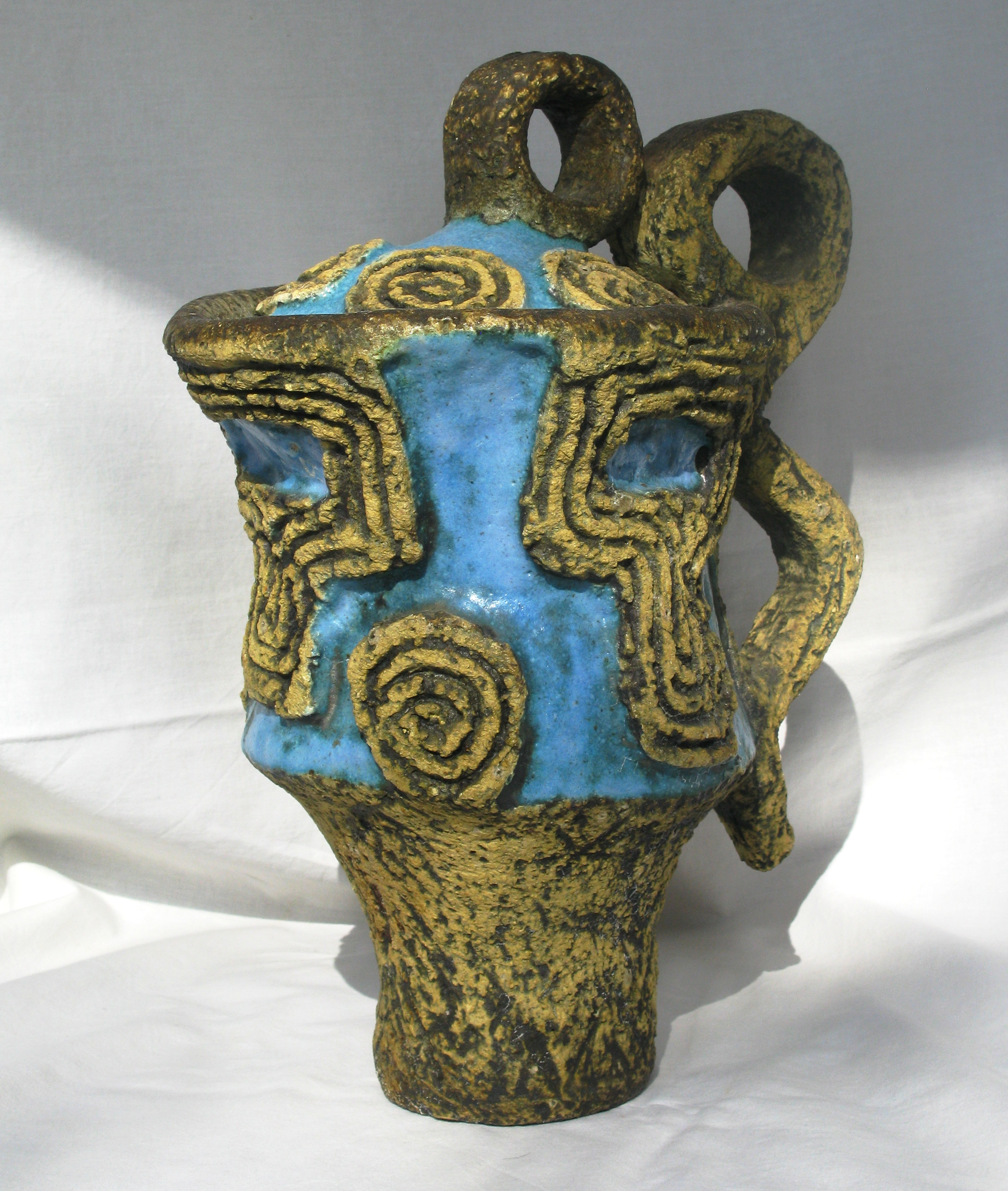
Сільничка
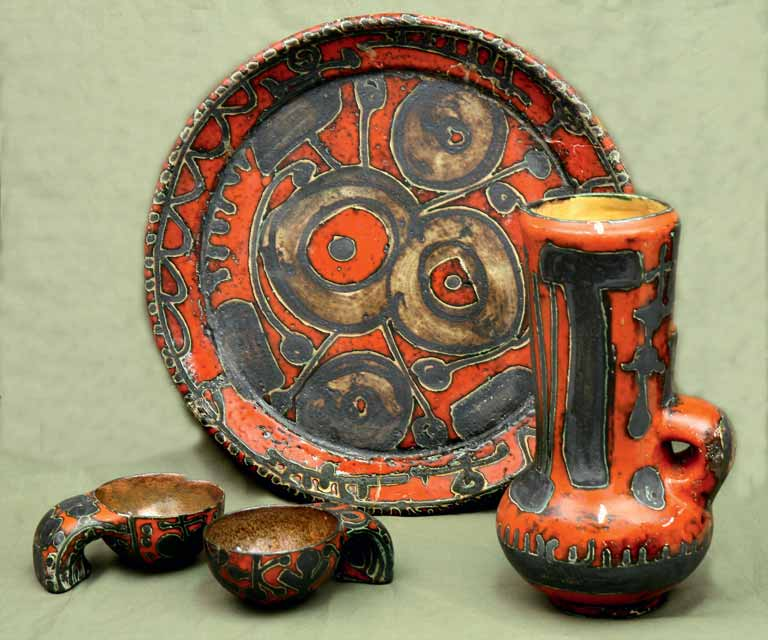
Сервіз, 1979, зібрання ТОХМ

### Живопис

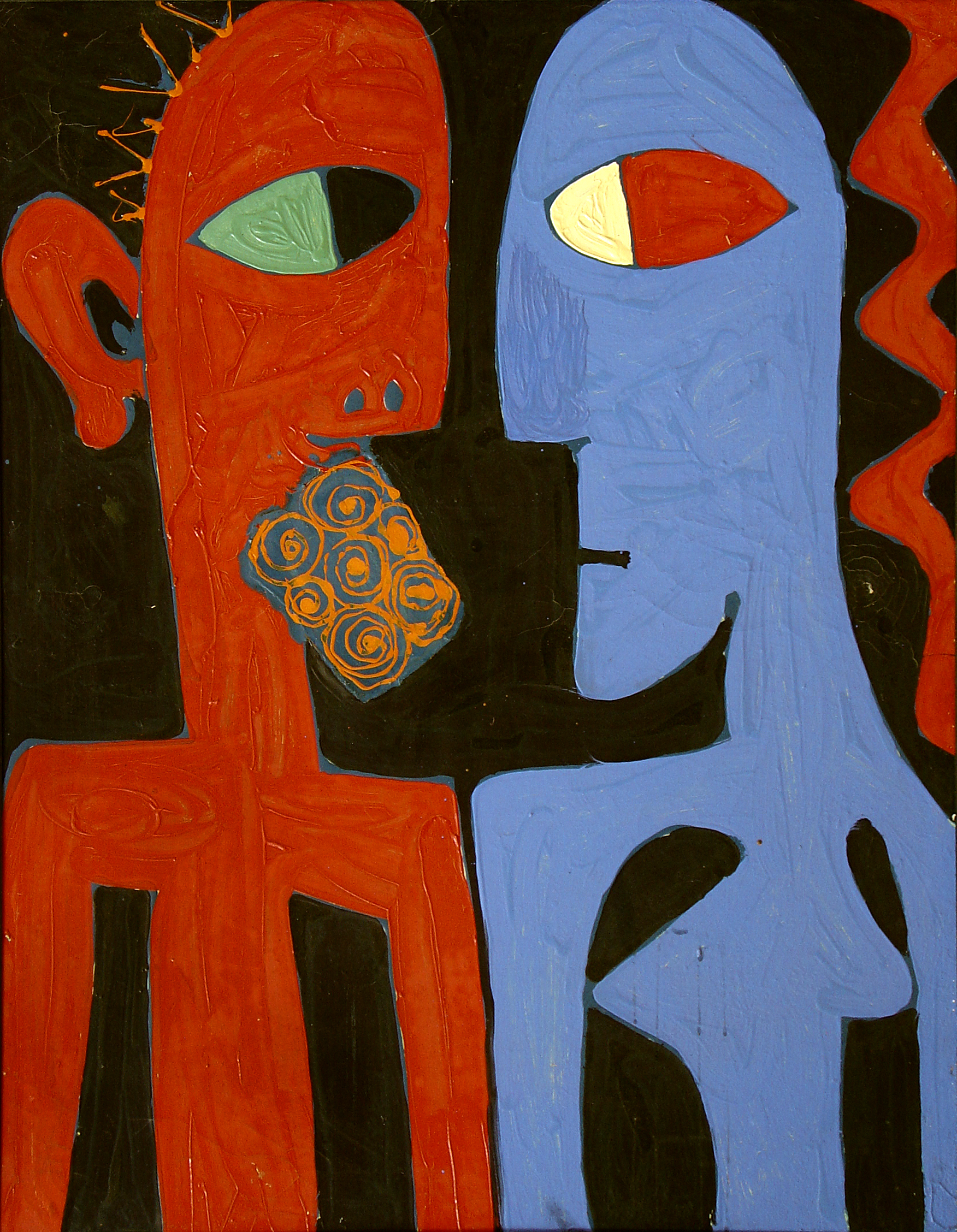
Адам і Ева, 1979, полотно, олія, 75х58
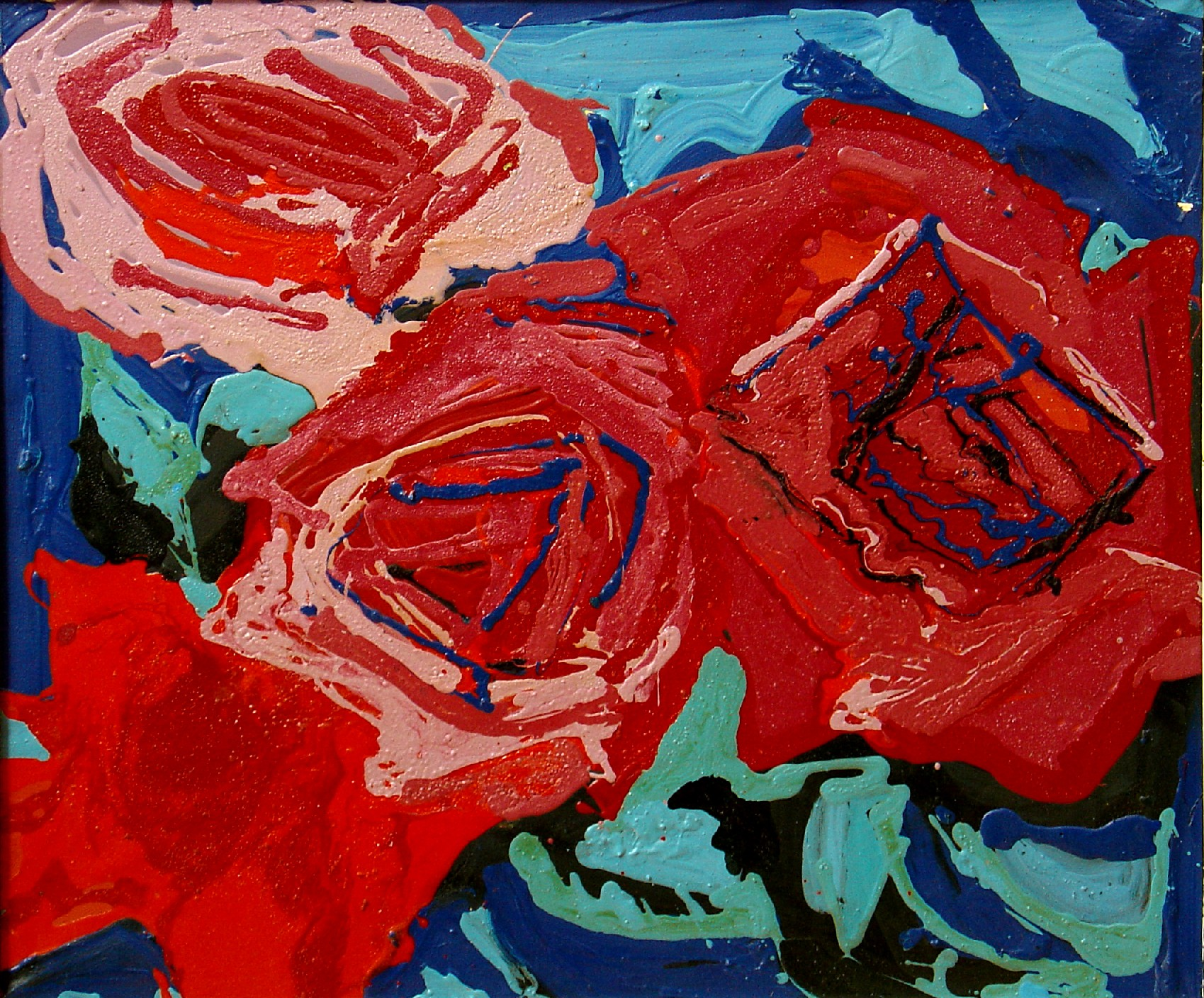
Рози, 1979, полотно, олія, 57х68
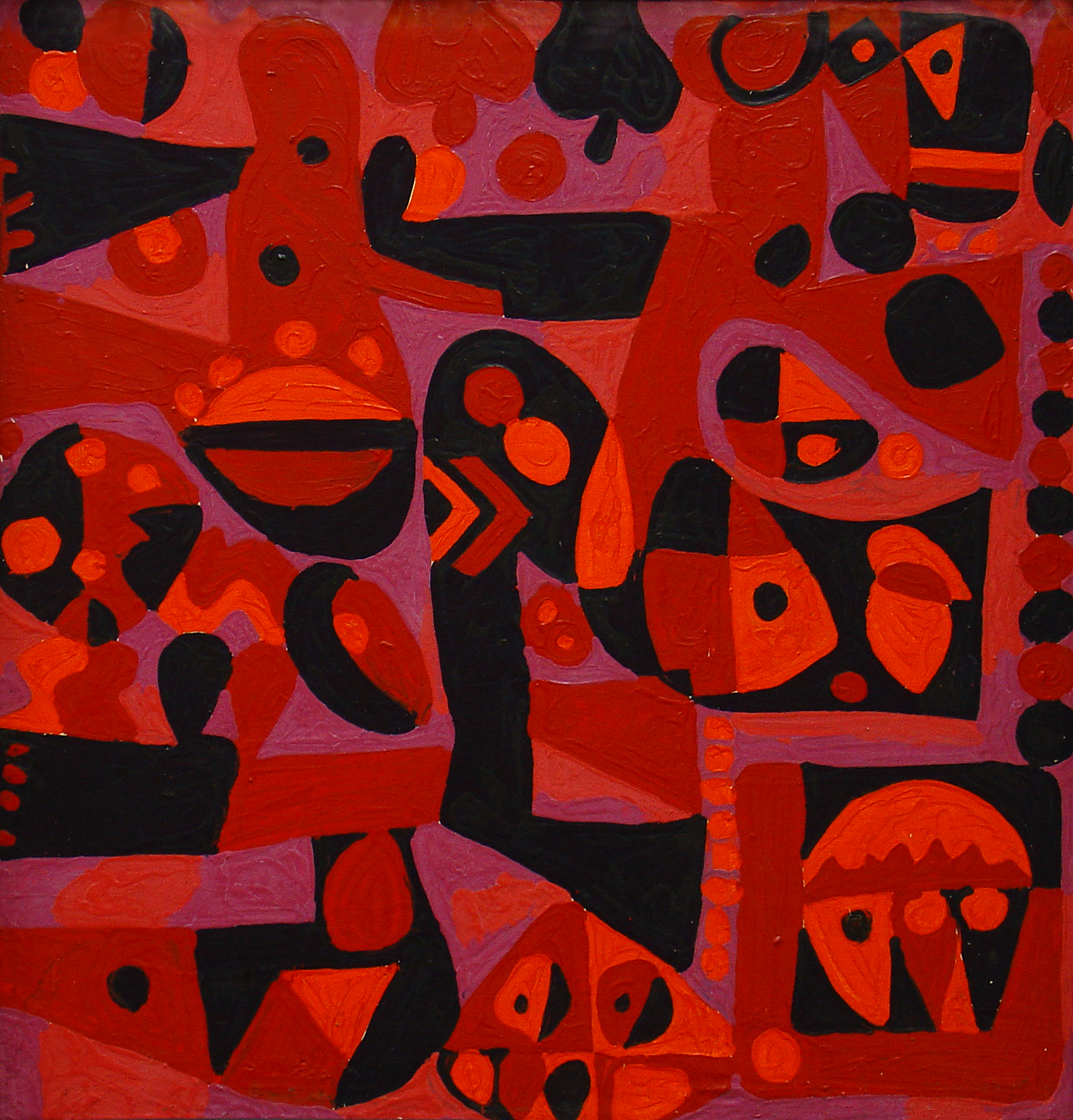
Про любоу, 1980, полотно, олія, 100х95
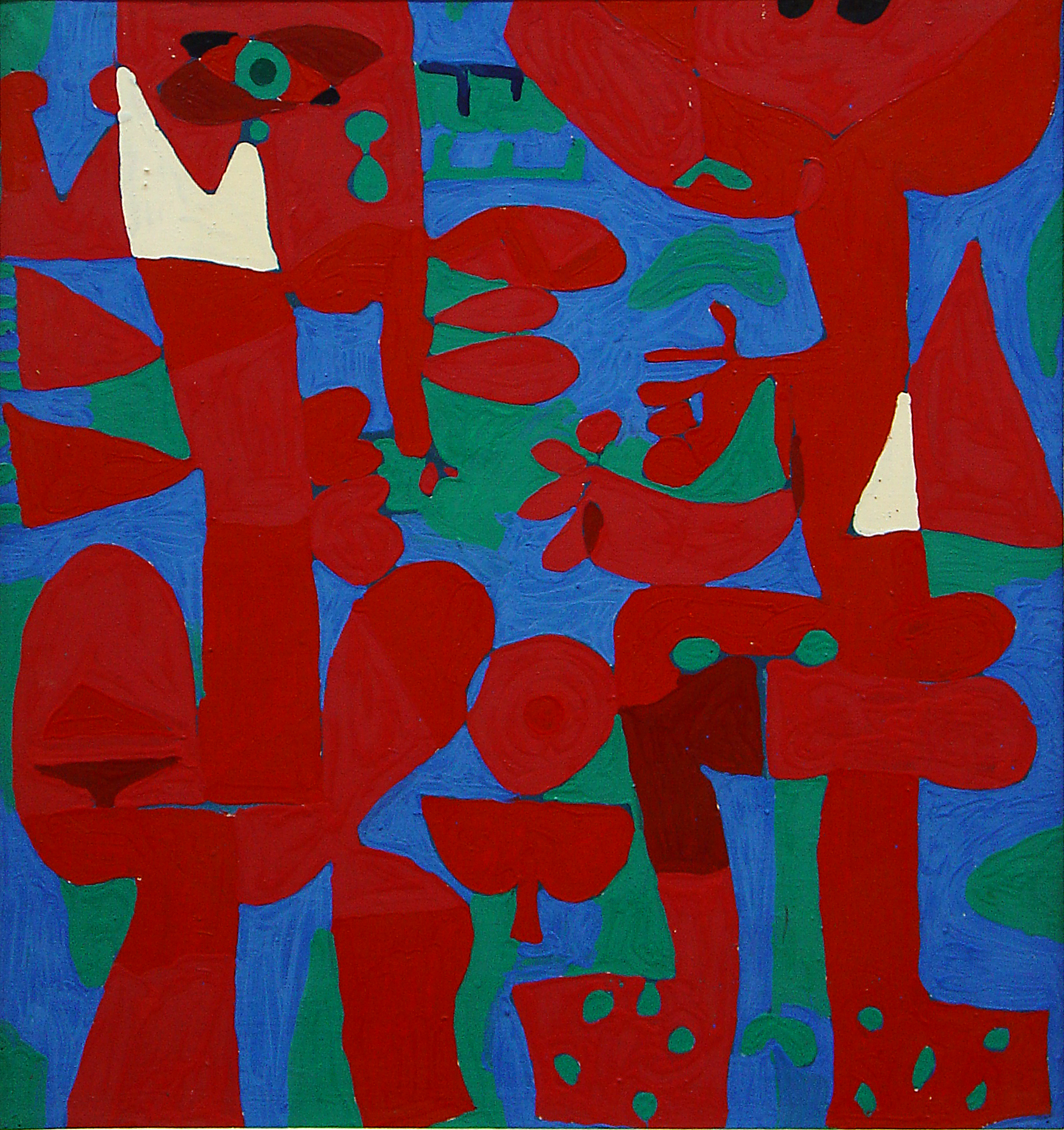
Визнання, 1980, полотно, олія, 100х93
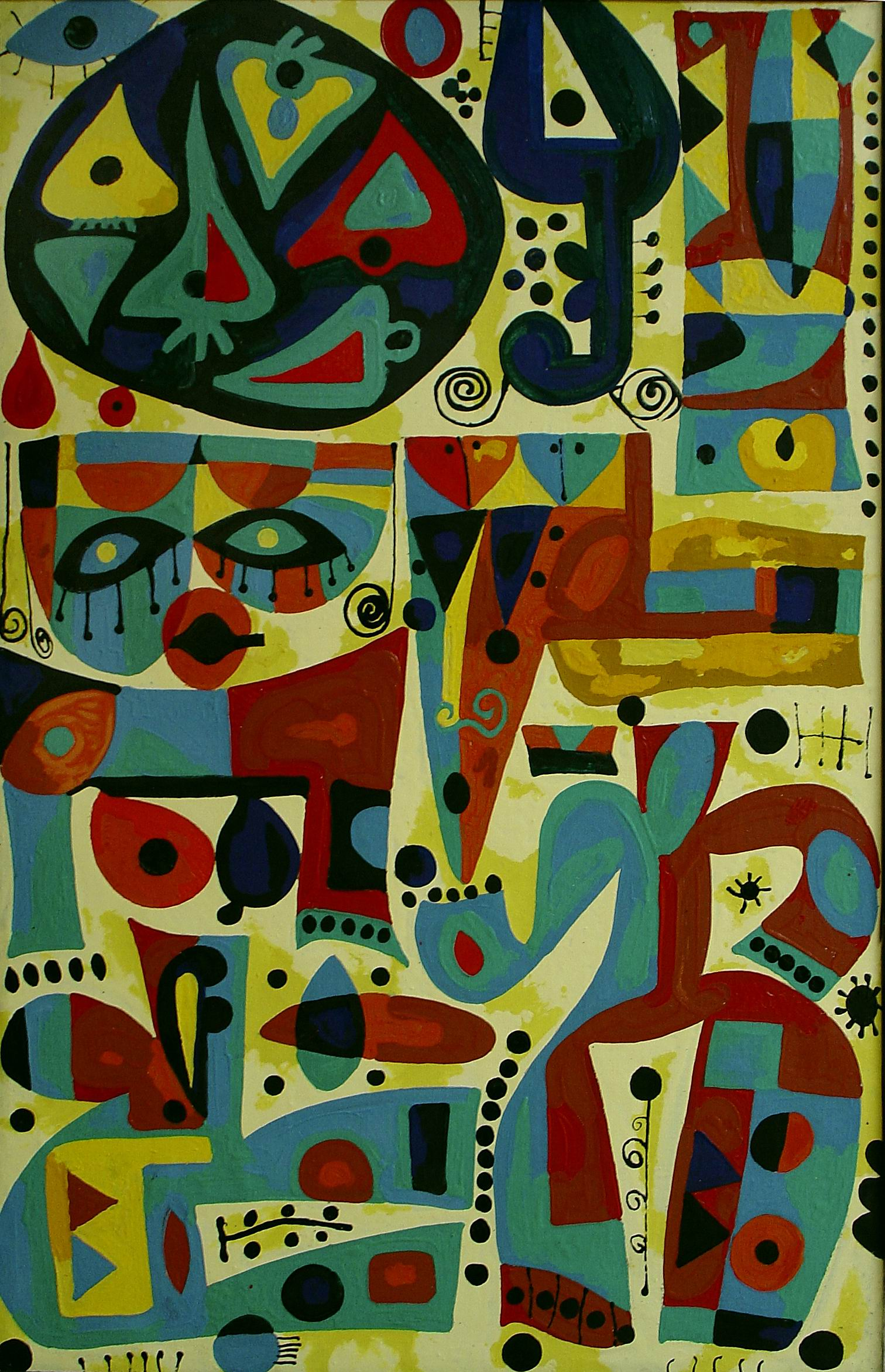
Композиція, 1980, полотно, олія, 105х65
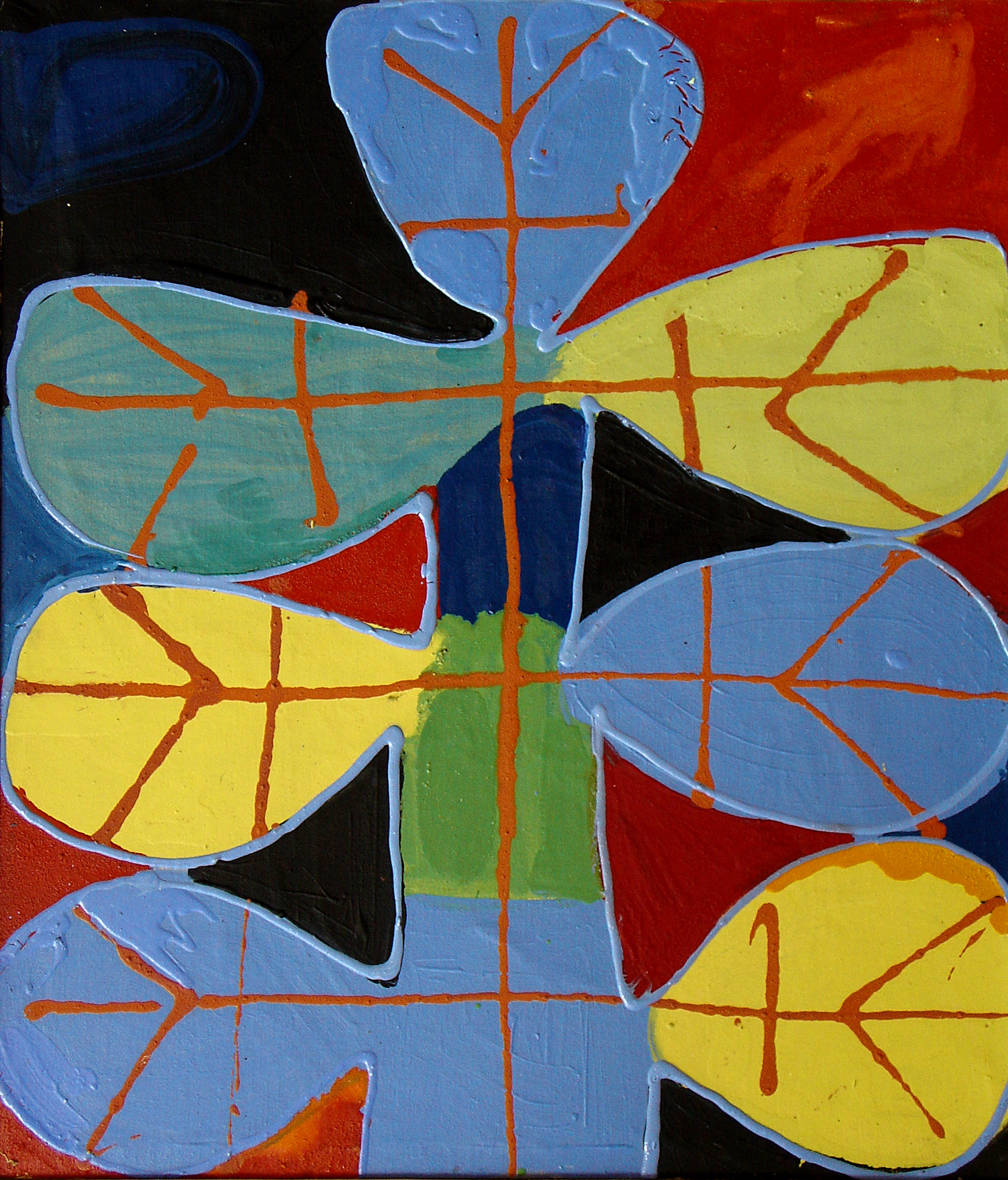
Семилисник, 1980, полотно, олія, 72х63
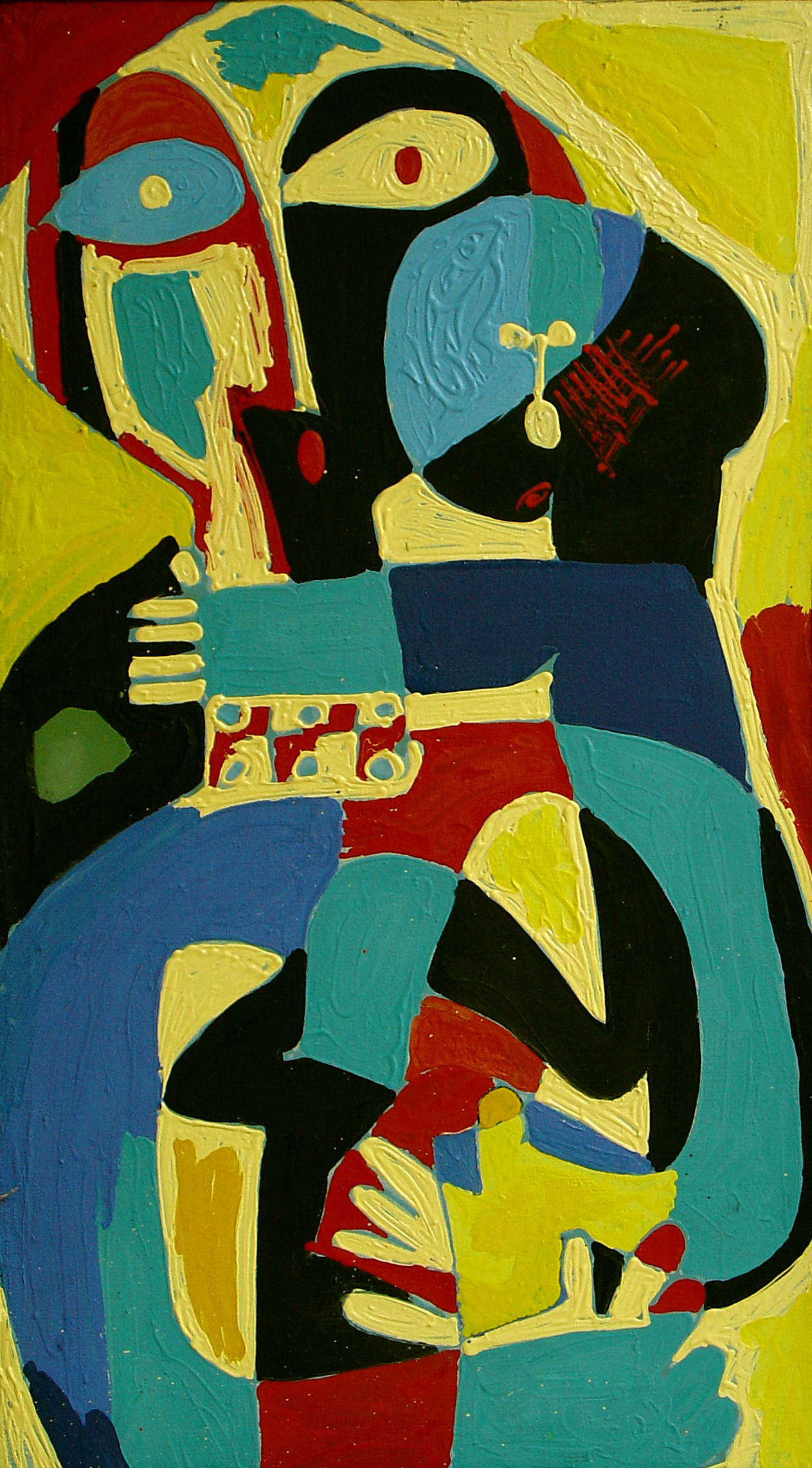
Мадонна з немовлям, 1981, полотно, олія, 100х53
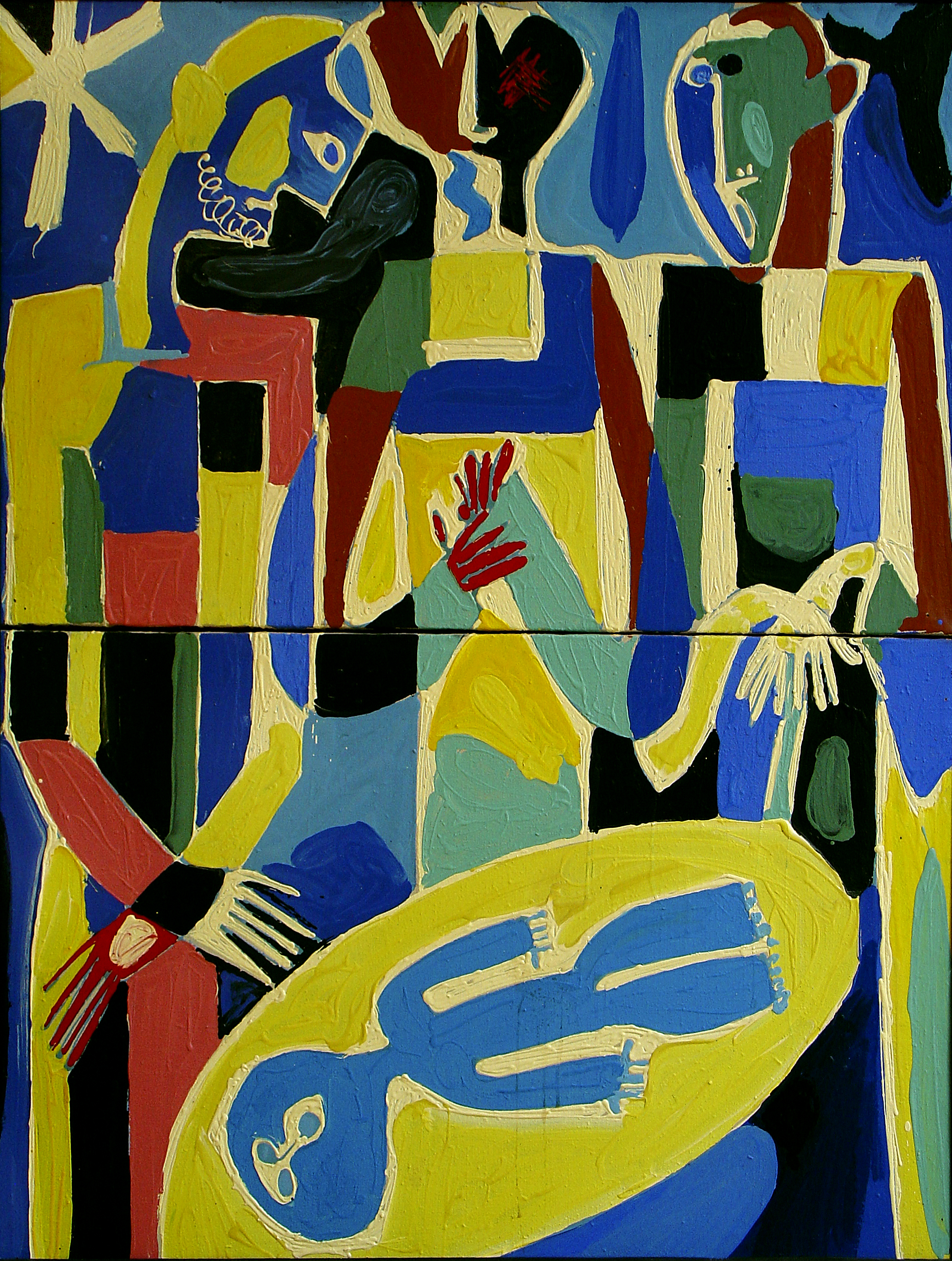
Волхви, 1981, полотно, олія, 128х102
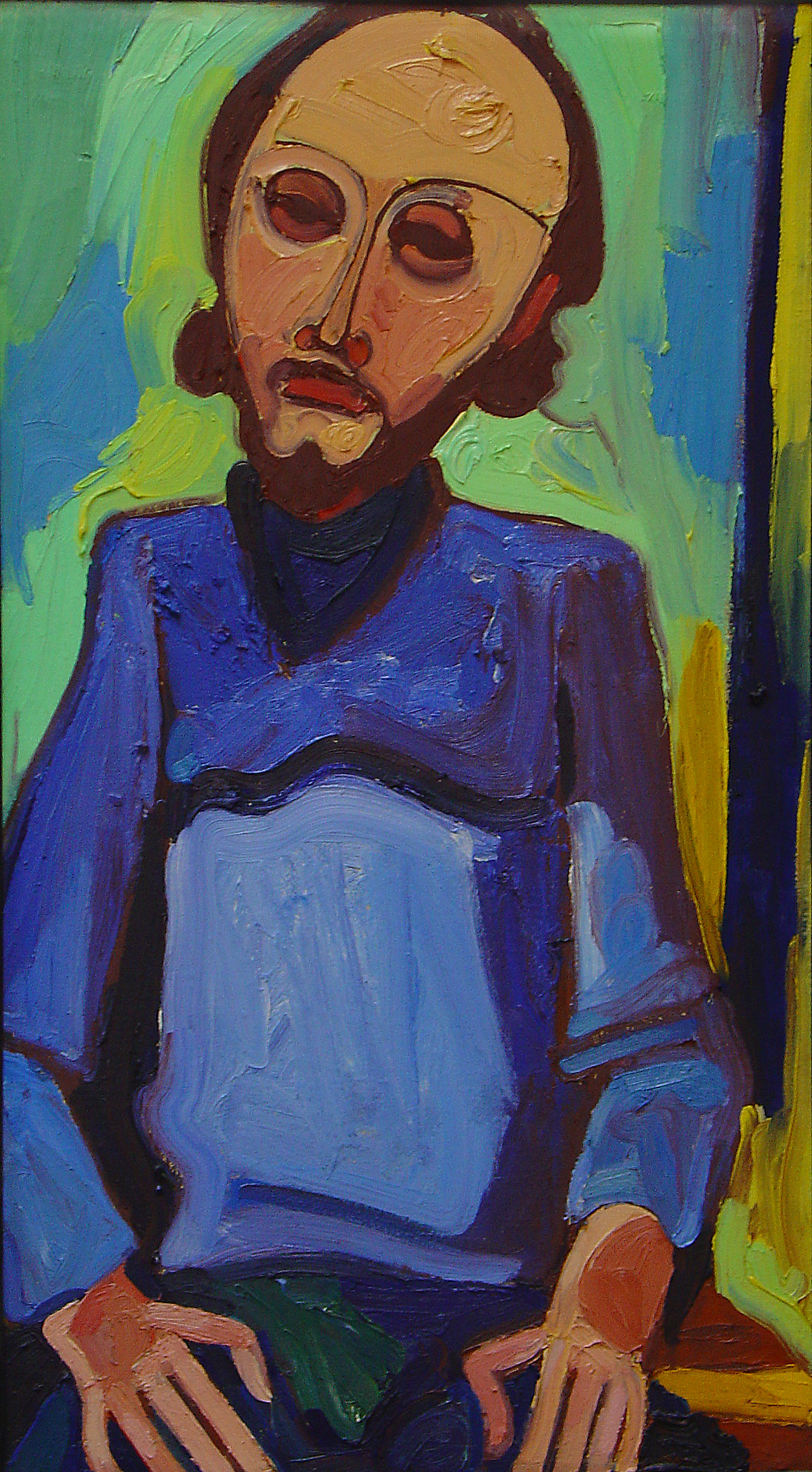
Сергій, 1982, полотно, олія, 113х63
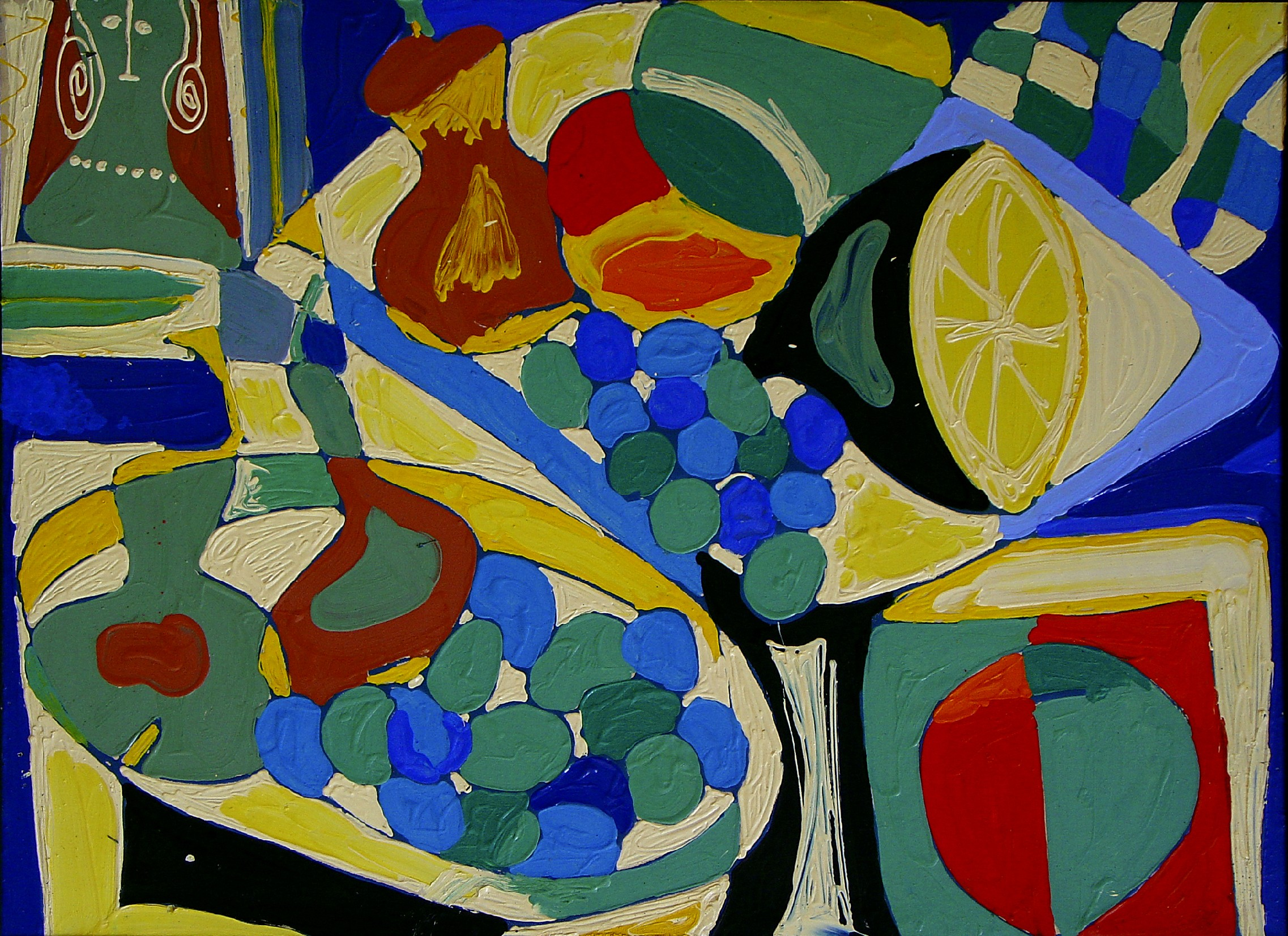
Натюрморт з лимоном, 1982, полотно, олія, 85x90
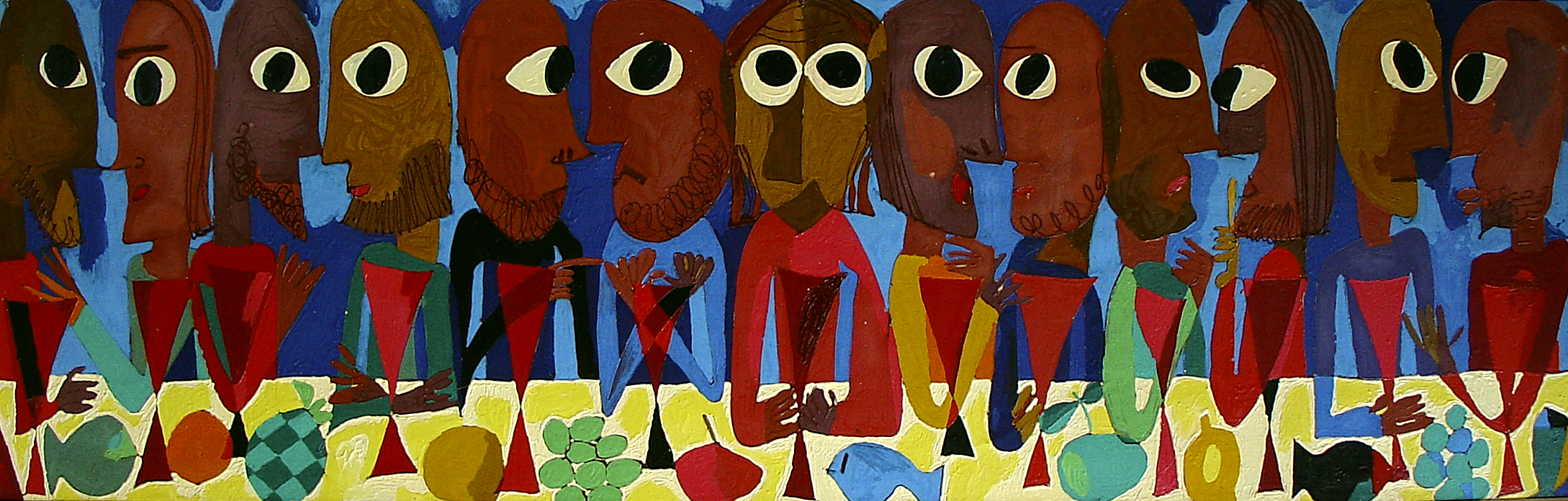
Тайна вечеря, 1982, полотно, олія, 85x320